# Ciclismo ai Giochi della XIV Olimpiade - Corsa a squadre
La corsa a squadre di ciclismo su strada dei Giochi della XIV Olimpiade si svolse il 13 agosto 1948 al Windsor Great Park di Londra, nel Regno Unito.
La classifica finale era determinata sommando i tempi dei migliori tre corridori di ogni nazione della prova individuale.

## Ordine d'arrivo
| Pos.             | Squadra       | Corridore             | Pos. Ind.   | Tempo totale |
| ---------------- | ------------- | --------------------- | ----------- | ------------ |
| 1                | Belgio        | Lode Wouters          | 3           | 15h58'17"    |
| 1                | Belgio        | Léon De Lathouwer     | 4           | 15h58'17"    |
| 1                | Belgio        | Eugène Van Roosbroeck | 12          | 15h58'17"    |
| 2                | Gran Bretagna | Bob Maitland          | 6           | 16h03'31"    |
| 2                | Gran Bretagna | Gordon Thomas         | 8           | 16h03'31"    |
| 2                | Gran Bretagna | Ian Scott             | 16          | 16h03'31"    |
| 3                | Francia       | José Beyaert          | 1           | 16h08'19"    |
| 3                | Francia       | Alain Moineau         | 11          | 16h08'19"    |
| 3                | Francia       | Jacques Dupont        | 17          | 16h08'19"    |
| 4                | Italia        | Alfo Ferrari          | 9           | 16h13'05"    |
| 4                | Italia        | Silvio Pedroni        | 10          | 16h13'05"    |
| 4                | Italia        | Franco Fanti          | 19          | 16h13'05"    |
| 5                | Svezia        | Nils Johansson        | 5           | 16h20'26"    |
| 5                | Svezia        | Harry Snell           | 18          | 16h20'26"    |
| 5                | Svezia        | Åke Olivestedt        | 24          | 16h20'26"    |
| 6                | Svizzera      | Jakob Schenk          | 13          | 16h23'04"    |
| 6                | Svizzera      | Jean Brun             | 15          | 16h23'04"    |
| 6                | Svizzera      | Walter Reiser         | 25          | 16h23'04"    |
| 7                | Argentina     | Ceferino Peroné       | 21          | 16h39'46"    |
| 7                | Argentina     | Dante Benvenuti       | 22          | 16h39'46"    |
| 7                | Argentina     | Miguel Sevillano      | 23          | 16h39'46"    |
| Non classificate |               |                       |             |              |
| -                | Australia     | Australia             | Australia   | Australia    |
| -                | Austria       | Austria               | Austria     | Austria      |
| -                | Canada        | Canada                | Canada      | Canada       |
| -                | Cile          | Cile                  | Cile        | Cile         |
| -                | Danimarca     | Danimarca             | Danimarca   | Danimarca    |
| -                | Finlandia     | Finlandia             | Finlandia   | Finlandia    |
| -                | Grecia        | Grecia                | Grecia      | Grecia       |
| -                | India         | India                 | India       | India        |
| -                | Lussemburgo   | Lussemburgo           | Lussemburgo | Lussemburgo  |
| -                | Messico       | Messico               | Messico     | Messico      |
| -                | Paesi Bassi   | Paesi Bassi           | Paesi Bassi | Paesi Bassi  |
| -                | Norvegia      | Norvegia              | Norvegia    | Norvegia     |
| -                | Perù          | Perù                  | Perù        | Perù         |
| -                | Sudafrica     | Sudafrica             | Sudafrica   | Sudafrica    |
| -                | Turchia       | Turchia               | Turchia     | Turchia      |
| -                | Uruguay       | Uruguay               | Uruguay     | Uruguay      |
| -                | Stati Uniti   | Stati Uniti           | Stati Uniti | Stati Uniti  |
| -                | Jugoslavia    | Jugoslavia            | Jugoslavia  | Jugoslavia   |